# Adolfas Urbšas
Adolfas Urbšas, litovski general, * 1900, † 1973.